# علی عریض
علی عریض (عربی: علي العريض؛ زاده ۱۵ اوت ۱۹۵۵) یک سیاست‌مدار اهل تونس است. وی از ۱۴ مارس ۲۰۱۳ تا ۲۹ ژانویه ۲۰۱۴ نخست‌وزیر تونس بود.